# Absolute Radio
Absolute Radio è un'emittente radiofonica britannica, sino alle 7.45 del 29 settembre 2008 nota come Virgin Radio UK e successivamente ribattezzata Absolute Radio.
Il palinsesto è incentrato sulla musica rock. Trasmette da Londra ed irradiato il segnale in onde medie fino al 20 gennaio 2023, DAB+, via satellite e Internet..